# 沃夫科達耶韋
49°4′17″N 39°17′26″E / 49.07139°N 39.29056°E

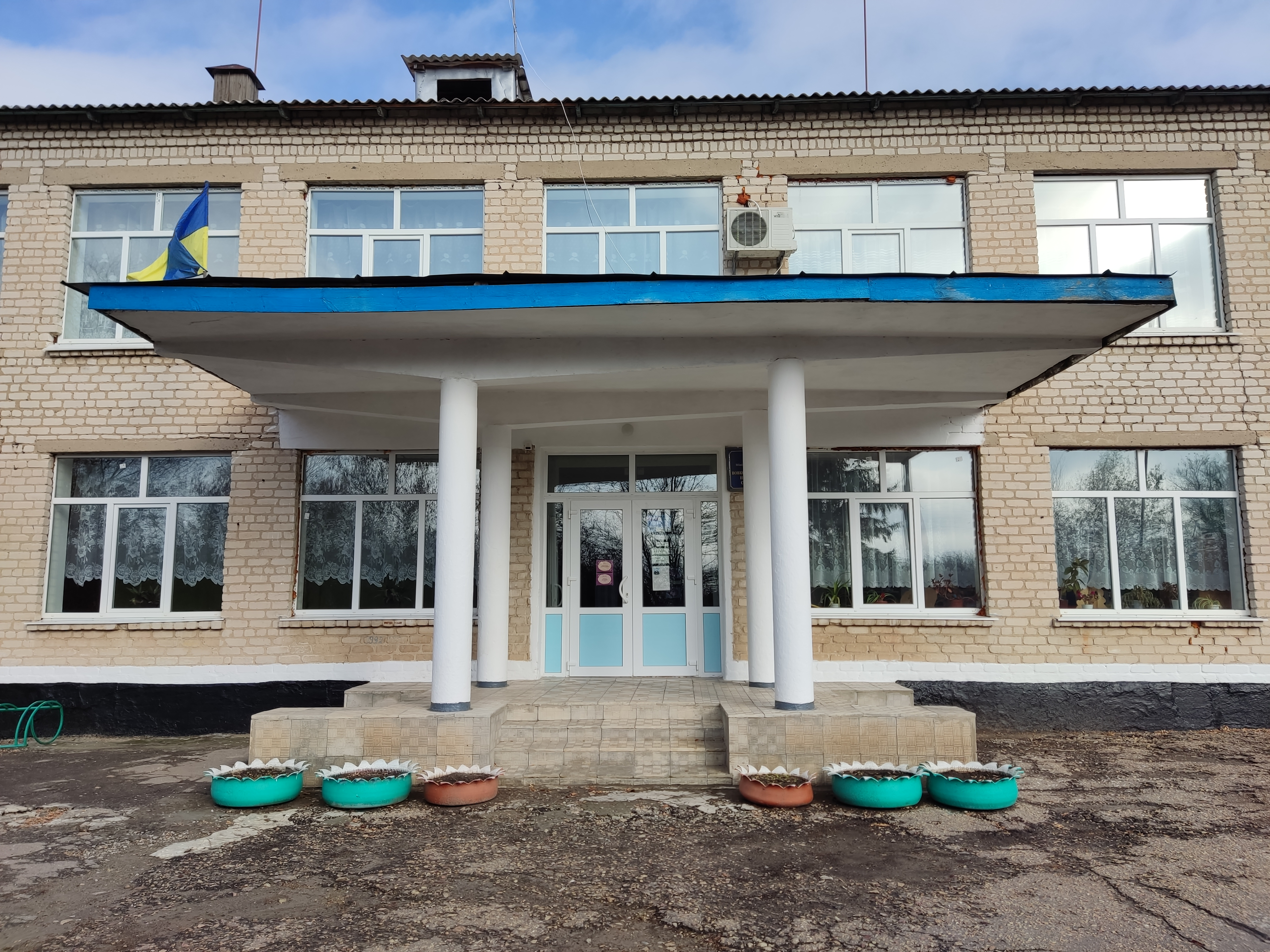
沃夫科達耶韋

沃夫科達耶韋（烏克蘭語：Вовкодаєве）是位於烏克蘭東部的村莊，由盧甘斯克州夏斯季耶区的新艾達爾市鎮負責管轄。該村始建於1749年，面積3.1平方公里，海拔高度111米，2001年人口579，人口密度每平方公里186.8人。